# Морозов Костянтин Валерійович
Костянтин Валерійович Морозов (рос. Константин Валерьевич Морозов; нар. 13 травня 1992, Вишній Волочок, Тверська область, Росія) — російський футболіст, правий захисник.

## Життєпис
Вихованець «Хімок». Грав за молодіжний склад цієї команди. Декілька років грав у Другому російському дивізіоні за казанський «Рубін-2», «Біолог-Новокубанськ» та петербурзьку «Русь». Після того, як остання з вище вказаних команд через проблеми з фінансуванням знялася з першості, певний період часу залишався без клубу. Через це деякий час підтримував свою форму в аматорському колективі «Квазар» (Москва). Дебютував у ФНЛ Росії за «Торпедо» (Армавір) 12 липня 2015 року в поєдинку проти «Зеніту-2» (Санкт-Петербург)
У 2014-2015 роках виступав за клуб вірменської Прем'єр-ліги «Уліссес».
У липні 2016 року підписав контракт із «Єнісеєм». 26 серпня за взаємною згодою контракт було розірвано.